# Дрезден-Фридрихштадт (футбольный клуб)
СГ «Дрезден-Фридрихштадт» — бывший немецкий футбольный клуб из одноимённой части города Дрезден. Основан в 1945 году. По политическим причинам расформирован в 1950 году.
Спортивное общество стало преемником «Дрезденского спортивного клуба». Матчи проводились на стадионе «Острагехеге», который был переименован в честь антифашиста в «Хайнц-Штайер-Штадион». В сезоне 1949/1950 средняя посещаемость составляла 28 000 человек. Это было вдвое больше среднего по Оберлиге.
В первом сезоне Оберлиги команда заняла второе место. Перед последним туром сезона 1950 года команда находилась на первом месте в турнирной таблице. Но проиграла дома перед 60 000 зрителями прямому сопернику ZSG Horch Zwickau. После игры произошли серьёзные столкновения болельщиков. Дрезденцы подозревали манипуляцию со стороны властей, которые не хотели, чтобы победу в чемпионате одержал буржуазный клуб. На самом деле в игре было несколько весьма спорных решений судьи. Со спортивной точки зрения команда из Цвиккау действительно лидировала и заслуженно стала чемпионом ГДР.
Вопрос конкретных спортивно-политических манипуляций «скандальной игры» по сей день не выяснен. Можно предполагать, что победа социалистического фирменного спортивного общества «Хорх Цвиккау» над буржуазным соперником не противоречила спортивно-политическому концепту руководства СЕПГ.
Практическим последствием этой политики стало расформирование клуба и формальное присоединение спортсменов к клубу «VVB Tabak Dresden» в мае 1950. В знак протеста почти все игроки перебрались в ФРГ и Западный Берлин. 11 из них вступили в клуб Герта, Хельмут Шён был одним из них).

## Достижения
- Второе место в чемпионате ГДР: 1950

## Известные игроки
- Хельмут Шён (позже тренер сборной ФРГ)